# Сокол (порох)

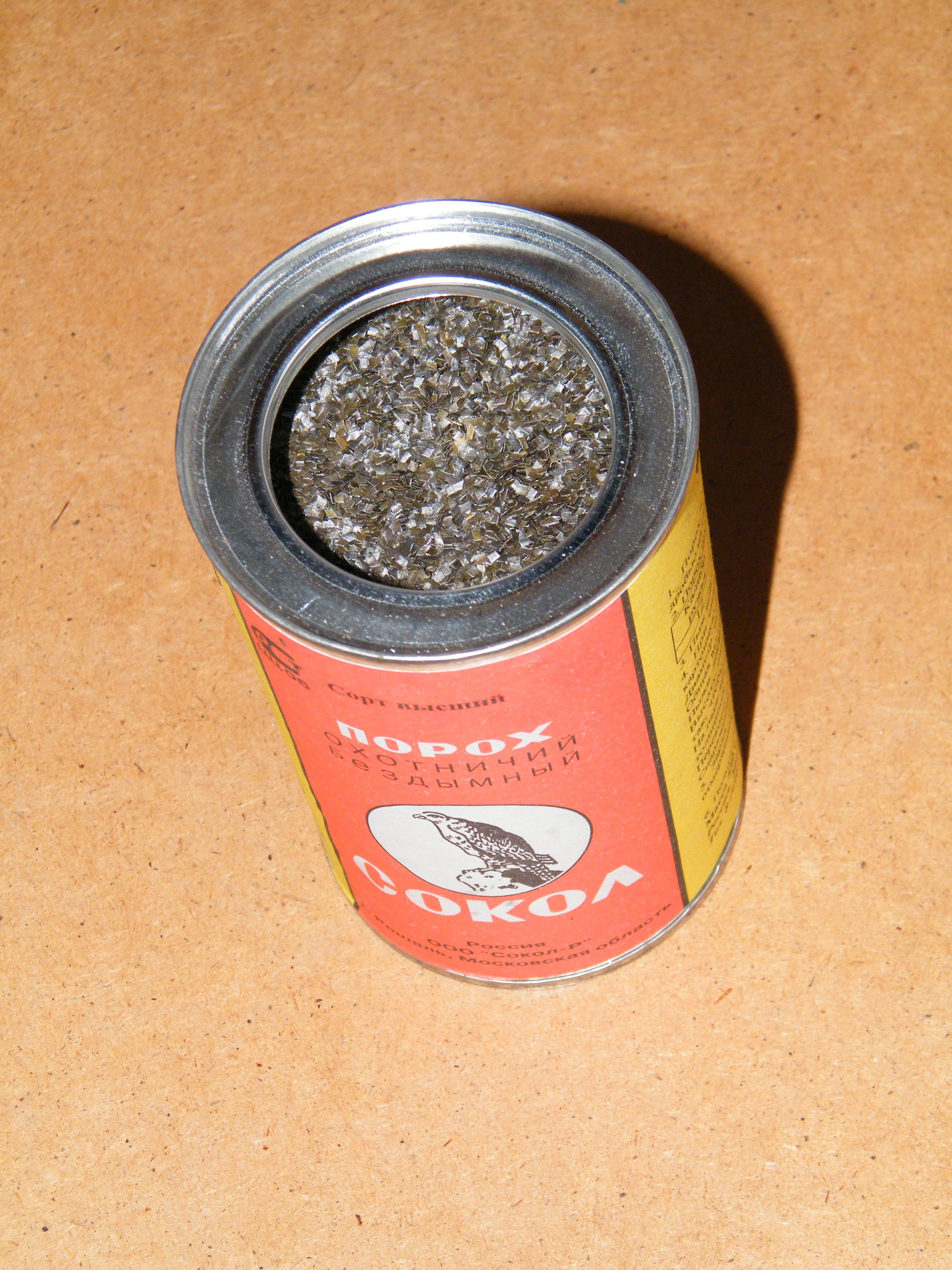
Охотничий бездымный порох «Сокол» российского производства

«Сокол» — советский бездымный пироксилиновый порох пластинчатой формы для снаряжения патронов к гладкоствольному спортивно-охотничьему оружию.

## История
До Октябрьской революции 1917 года в Российской империи для охотников по отдельным заказам выпускали несколько видов дымных и бездымных порохов, однако все они были сложными в производстве и небезопасными при изготовлении, а потому в серийное производство поставлены не были. «Соколом» называлась марка пороха Шлиссельбургского завода.
После окончания гражданской войны порох под маркой «Сокол» также выпускался, но характеристики его были крайне нестабильны. В 1937 году его выпуск был начат в Рошале, и в 1941 на него был принят ГОСТ 479-41, который должен был стабилизировать качество продукта, но после начала Великой Отечественной войны промышленность была переориентирована на выпуск продукции военного назначения. После войны работы по созданию химически стойкого бездымного пороха со стабильными баллистическими свойствами для спортивно-охотничьего оружия были продолжены. В 1951 году был утверждён новый ГОСТ 5741-51 на пироксилиновый порох марки «Сокол».
В 1954—1955 годы в СССР были разработаны два новых вида бездымных пироксилиновых порохов зерненой формы — «Беркут» и «Фазан», а в 1967 году была завершена разработка нового бездымного пороха «Барс», но порох «Сокол» (в это время выпускавшийся по ГОСТ 5741-67) остался в числе основных охотничьих порохов в СССР, а также экспортировался в другие страны мира. В результате улучшения технологии производства гарантированный срок хранения пороха «Сокол» увеличился с 4 до 5 лет.
В середине 1970-х годов порох «Сокол» оставался главным типом бездымного пороха к спортивно-охотничьему оружию. В 1977 году была утверждена новая рецептура пороха (ГОСТ 22781-77 Порох охотничий бездымный «Сокол»), в 1980-е годы были внесены изменения в правила упаковки пороха (и с этого времени порох расфасовывают либо в цилиндрические металлические банки типа I по ГОСТ 6128-81 из белой жести, либо в комбинированные банки типа IV по ГОСТ 13479-82).
В первой половине 1980-х гг. для космонавтов был разработан специальный трёхствольный пистолет ТП-82 (дробовые патроны СН-Д к которому снаряжались порохом «Сокол»).
В 1984 году в СССР для стрелков-спортсменов и охотников начали выпуск бездымного пироксилинового пороха ВУСД. В 1989 году казанским НИИ химических продуктов был разработан порох «Сунар», выпуск которого начали на нескольких заводах.
В конце 1980-х годов конструктор из Новосибирска М. А. Кислин разработал ружейный патрон с разделённым зарядом пороха. Он разделил в ружейном дробовом патроне пороховой заряд на две неравные части, увеличив при этом общую массу заряда на треть. Большая часть порохового заряда (2 грамма бездымного пороха «Сокол») при этом засыпалась в донную часть гильзы на капсюль-воспламенитель, на неё ставилась картонная прокладка с отверстием 1,8 мм посередине, и на эту прокладку засыпалась вторая меньшая часть пороха (дальше всё шло обычным путём: пыжи, дробь или пуля, завальцовка гильзы). Конструктор предположил, что воспламенение пороха будет растянуто во времени, а значит — максимальное давление будет меньше, чем если бы вся трехграммовая масса заряда воспламенилась одновременно, а главное — должна была заметно вырасти начальная скорость снаряда. У большинства тех, кто пробовал стрелять такими патронами сначала не сложилось о них положительного мнения (увеличение отдачи и невысокая кучность не давали реализовать преимущества, полученные от высокой скорости заряда). Однако работы были продолжены, а технология совершенствовалась (были подобраны оптимальные соотношения компонентов). В результате, был разработан ружейный патрон «Искра М».
В 1990-е годы начался импорт в Россию порохов иностранного производства, а также продажи на внутреннем рынке новых марок бездымного пороха отечественного производства. Тем не менее, производство пороха «Сокол» было продолжено. В результате по состоянию на начало 2000-х годов основными типами бездымного пороха в РФ являлись «Сокол», «Барс» и «Сунар», в значительно меньшей степени использовались порох ВУСД и пороха иностранного производства.

## Описание
«Сокол» — это пористый пластинчатый пироксилиновый порох, зёрна которого представляют собой пластинки прямоугольной формы с желатинированными и графитованными поверхностями. Основой пороха является нитрированная клетчатка хлопка, обработанного азотной и серной кислотами. Изготавливается по вальцевой технологии.
Он обеспечивает высокое постоянство боя по давлениям, скоростям и кучности боя, но из-за летучести стабилизирующих веществ и гигроскопичности его необходимо хранить в герметичной посуде при постоянной температуре.
Гарантированный срок хранения составляет 5 лет (хотя при соблюдении оптимальных условий «Сокол» может храниться и дольше, использовать порох с истёкшим сроком хранения нежелательно).
Поскольку мощность пороха "Сокол" существенно превышает мощность чёрного пороха, при снаряжении патронов порохом «Сокол» не следует использовать дозаторы для пороха и мерки (несколько порошинок и пороховая пыль создают разницу в десятые доли грамма, что существенно влияет на результаты стрельбы). По этой же причине следует учитывать влияние материала пыжей на баллистику выстрела даже при одинаковой навеске пороха и идентичных характеристиках остальных компонентов патрона (при снаряжении ружейных патронов с полиэтиленовыми пыжами-концентраторами навеска пороха "Сокол" должна быть меньше, чем при использовании войлочных пыжей).
Поскольку порох «Сокол» изначально разрабатывался под патроны с тяжёлым зарядом дроби и тяжёлой свинцовой пулей, при снаряжении патронов с лёгкой пулей возможно создание патронов с увеличенной дальностью прямого выстрела (в начале 1970х годов были созданы несколько экспериментальных вариантов высокоскоростных патронов 12-го калибра с лёгкими пулями разной массы и конфигурации, по результатам отстрела которых было установлено, что при использовании пороха «Сокол» возможно создание пулевого ружейного патрона 12-го калибра с начальной скоростью пули до 510-540 м/с).
Для снаряжения патронов к нарезному оружию порох "Сокол" использовать нельзя.
С начала 1980-х годов порох «Сокол» выпускают в 100, 200, 250 и 500 граммовых банках.